# Victor Brecheret
Victor Brecheret   (Farnese, 15 de desembre de 1894 - São Paulo, 17 de desembre de 1955), nascut Vittorio Breheret, va ser un escultor italià, naturalitzat brasiler. Va viure la major part de la seva vida a São Paulo, excepte pels seus estudis a París a principis dels anys vint. El treball de Brecheret combina tècniques d'escultura modernista europea amb referències al seu país natal, a través de les característiques físiques de les seves formes humanes i motius visuals extrets de l'art popular brasiler. Molts dels seus subjectes són figures de la Bíblia o de la mitologia clàssica.

## Biografia
Brecheret va ser un dels primers modernistes brasilers en aconseguir l'èxit. El 1921 la seva escultura Eva va ser adquirida per l'Ajuntament de São Paulo. El 1922 la seva obra va ser exhibida en el vestíbul del Teatre Municipal durant la Setmana d'Art Modern (Semana de Arte Moderna). El seu O Grupo va ser adquirit pel govern francès el 1934 pel Musée du Jeu de Paume; posteriorment va ser traslladat a la biblioteca pública de la Roche-sur-Yon, on roman.

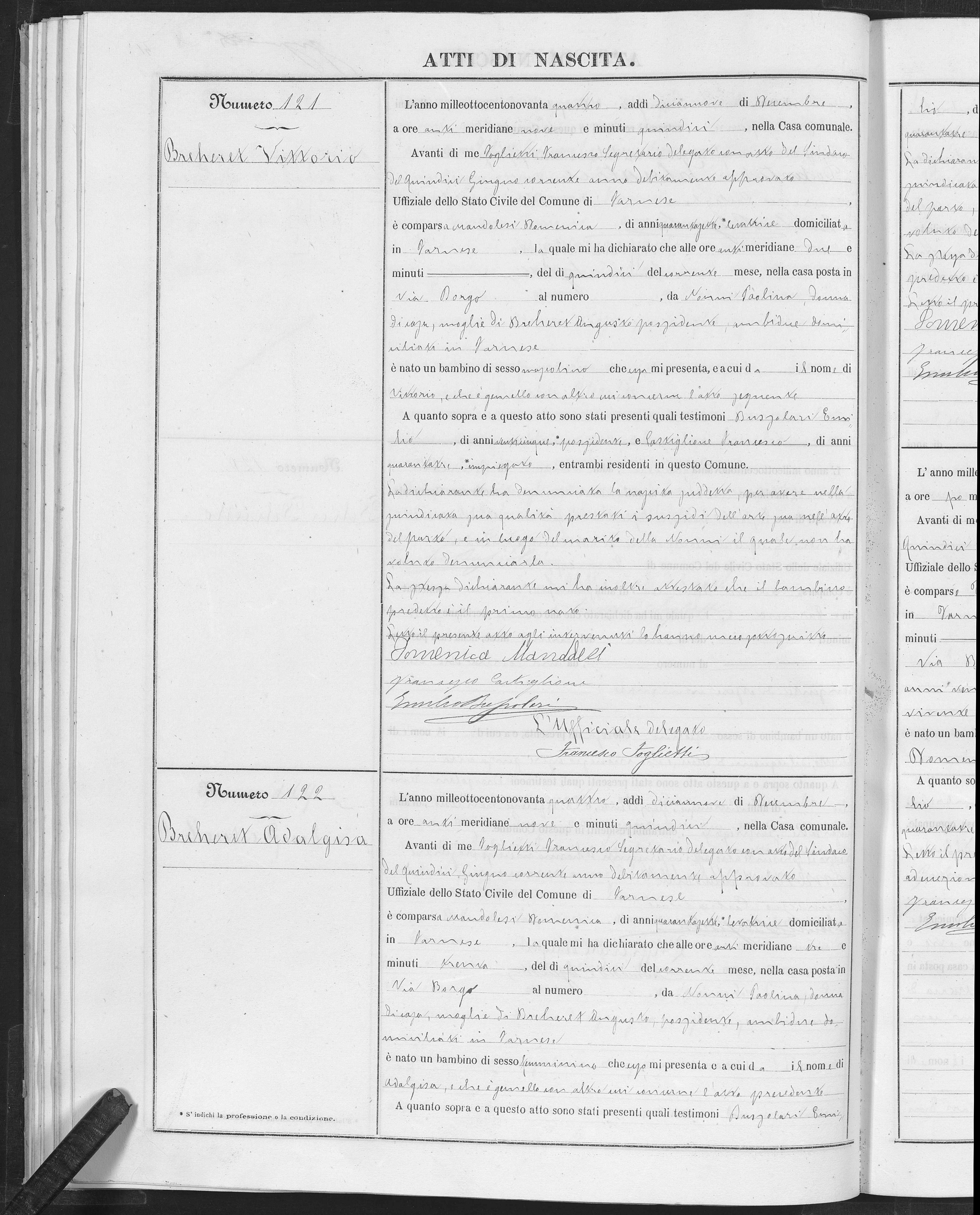
Certificat de naixement de Vittorio Breheret

El 1950 va crear l'estatueta de Premi Saci. La seva obra més coneguda, el Monument a les Banderes (Monumento às Bandeiras) a l'entrada del Parc d'Ibirapuera a São Paulo, va ser proposada (en forma d'una miniatura de guix) el 1920, va començar el 1936 i va acabar el 25 de gener de 1953.

### Polèmica del lloc de naixement
El certificat de naixement brasiler de Brecheret indica el seu lloc de naixement com a São Paulo. Aquest certificat brasiler, però, es va fer l'any 1930, quan l'escultor ja tenia 36 anys a petició pròpia. Daisy Peccinini, la biògrafa de Brecheret, sosté que, de fet, va néixer a Farnese, Itàlia, basant-se en el registre de naixement original, datat només quatre dies després del seu naixement. Una sentència judicial de segon grau del Tribunal Estatal de São Paulo, emesa el 15 d'octubre de 2014, corrobora que Brecheret va néixer a Itàlia i va emigrar al Brasil el 1904, amb el seu oncle matern Enrico Nanni.